# Herkulesturm
Der Herkulesturm (span. und gal. Torre de Hércules) ist ein römischer Leuchtturm aus dem 2. Jahrhundert in A Coruña, Galicien (Nordwestspanien), der als das Wahrzeichen der Stadt gilt. Das Stadtwappen von A Coruña (lat. Brigantium) zeigt sieben Muschelschalen – als Hinweis auf den heiligen Jakobus – und den Leuchtturm der Stadt im damaligen Baustil.
Der Leuchtturm ist ein aktives Schifffahrtszeichen und zeigt ein weißes Blitzfeuer mit vier Blitzen und 20 Sekunden Wiederkehr, das eine Nenntragweite von 23 Seemeilen hat. Der Turm gilt deshalb auch als ältestes aktives Sichtzeichen der Seeschifffahrt.

## Geschichte

Wappen von A Coruña

Der Herkulesturm weist Seeleuten seit der Zeit des römischen Kaisers Trajan (um 110) ihren Weg. Der Basiseckstein weist die Weiheinschrift  MARTI AUG. SACR C. SEVIVS LUPUS ARCHITECTUS AEMINIENSIS LVSITANVS.EX.VO an den Gott Mars auf, was den Originalturm dem Architekten Gaius Sevius Lupus aus Aeminium (heute Coimbra, Portugal) zuordnen lässt. Die älteste überlieferte Erwähnung des Leuchtturms stammt von Paulus Orosius in Historiae adversum Paganos („Geschichten gegen die Heiden“), ca. 415–417:
„Secundus angulus circium intendit, ubi Brigantia Gallaeciae civitas sita altissimum farum et inter pauca memorandi operis ad speculam Britanniae erigit.“
(„Der zweite Winkel der Umsegelung [Spaniens] zeigt an, wo die galicische Stadt Brigantium liegt und einen sehr hohen Leuchtturm unter den wenigen erwähnenswerten Bauwerken errichtet hat, zur Betrachtung Britanniens.“)
Unter dem spanischen König Karl IV. wurde der Turm in den Jahren 1788–1791 von Eustaquio Giannini (1750–1814) restauriert. Dabei erhielt das Bauwerk eine klassizistische Umhüllung. Er ist der weltweit älteste noch in Betrieb stehende Leuchtturm; er ist ca. 55 m hoch und steht auf einer Höhe von 112 m. Für Ausblicke auf den Atlantik muss man 242 Stufen hinaufsteigen und zuvor ein Ticket kaufen (2021: 3 € für Erwachsene).
Etwa 2 km südlich befindet sich der Hafen A Coruña. Seit Ende Juni 2009 ist der Herkulesturm als UNESCO-Welterbe anerkannt.

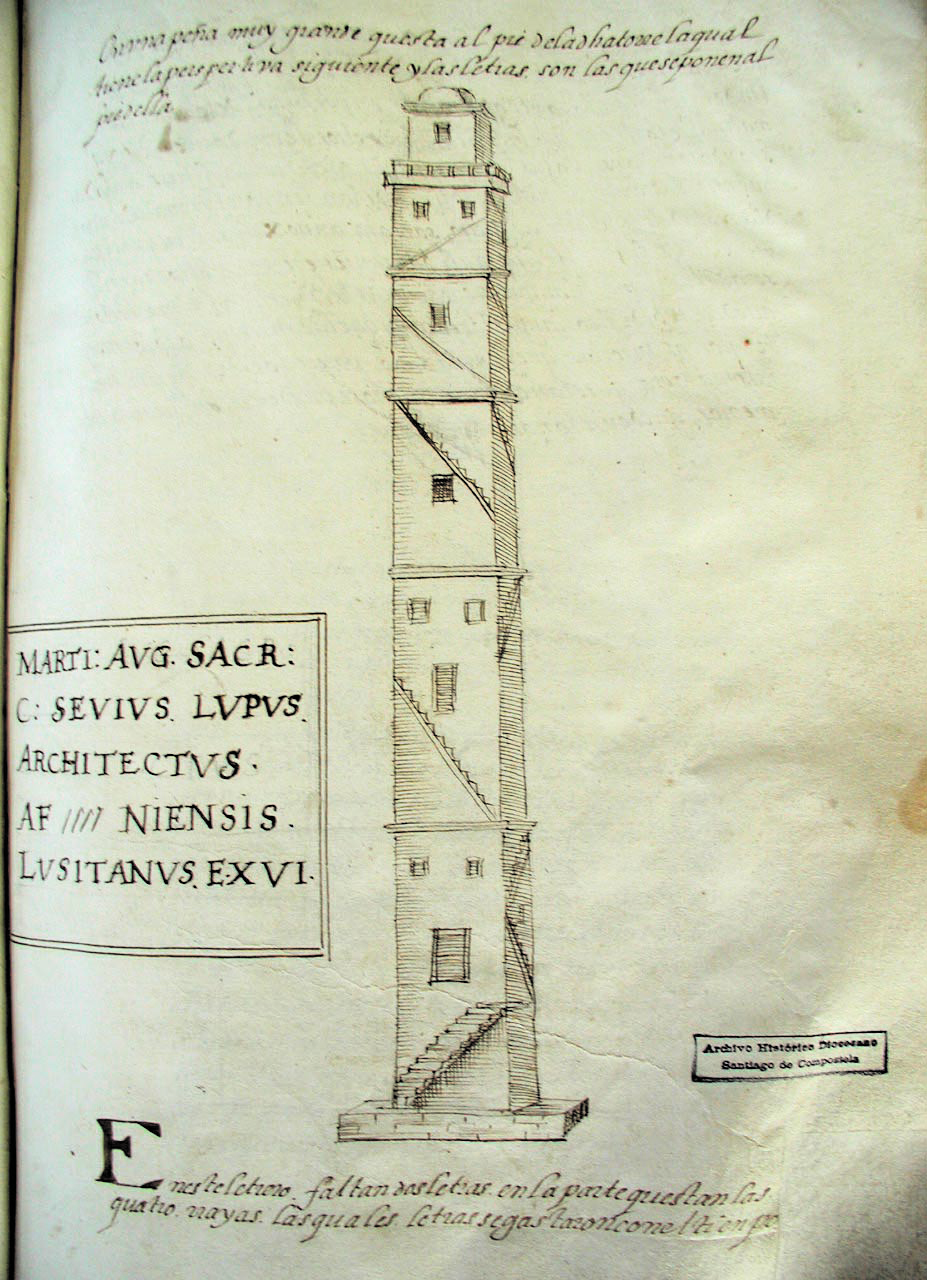
Skizze des Herkulesturmes mit umlaufender Treppe (vor 1620)
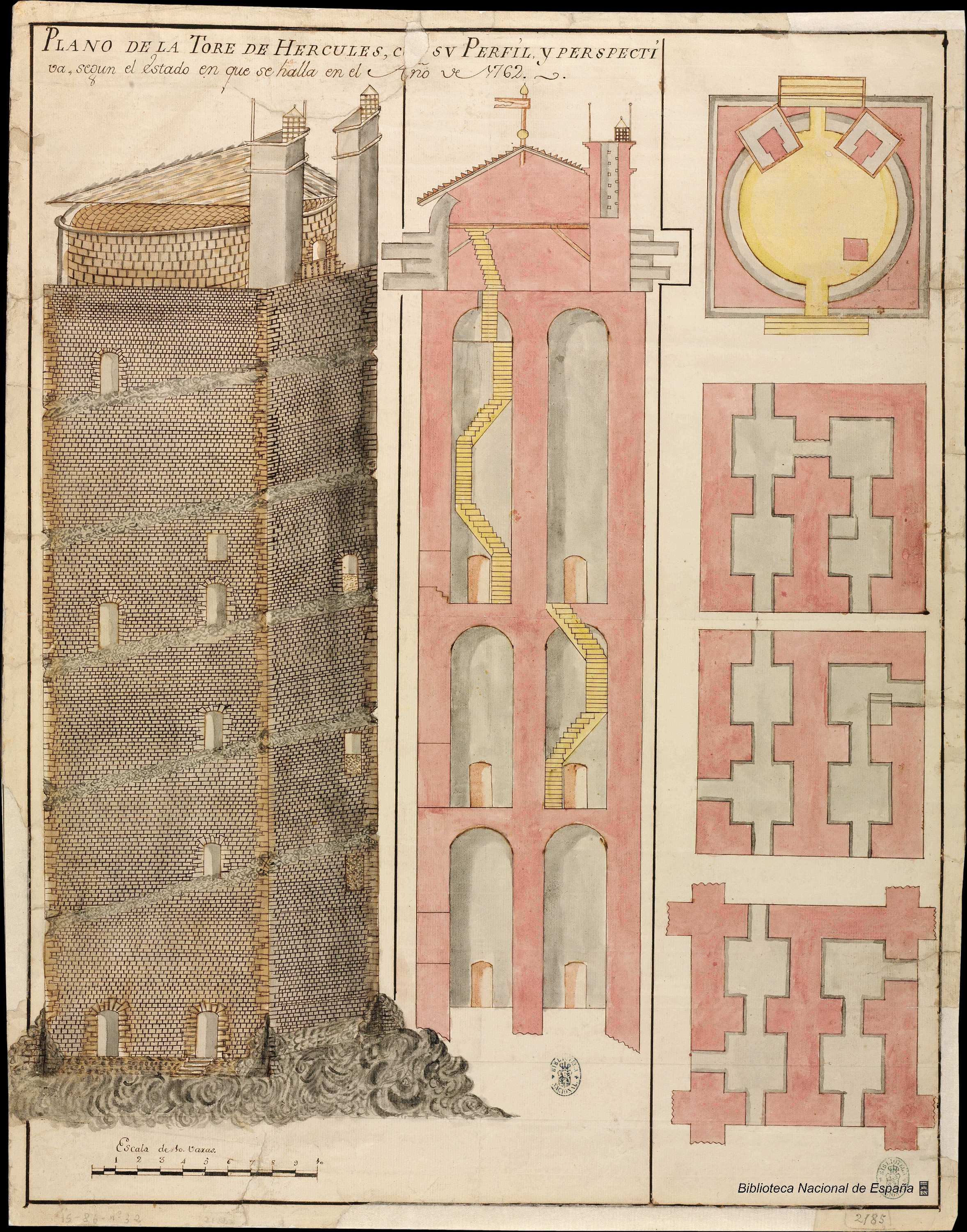
Plan des Herkulesturmes (1762)
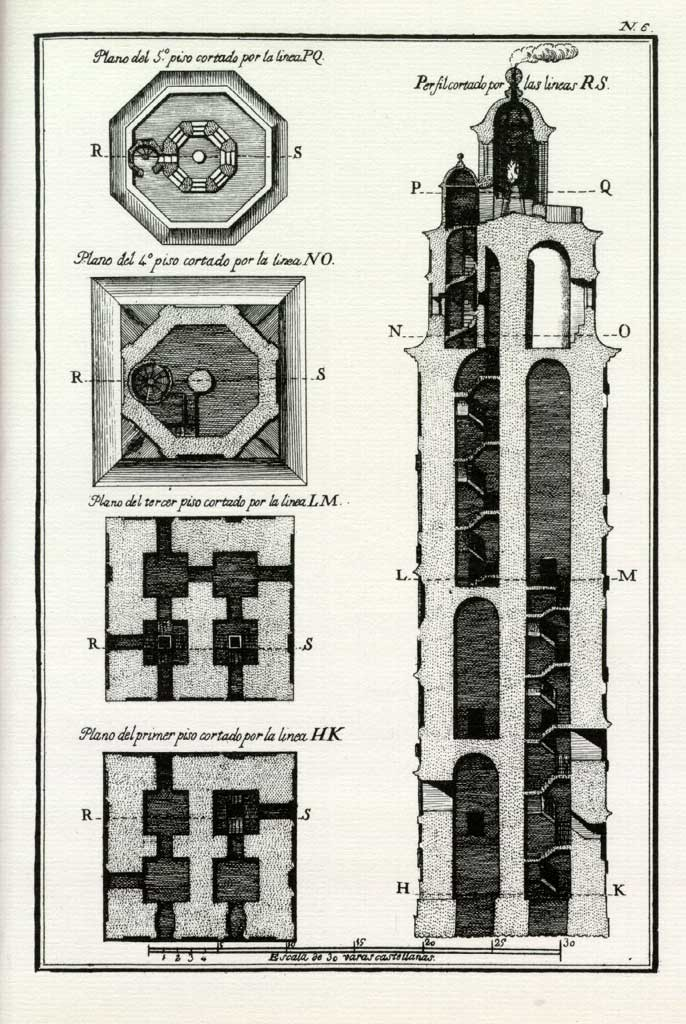
Plan des Herkulesturmes nach der Restaurierung (1792)

## Legende

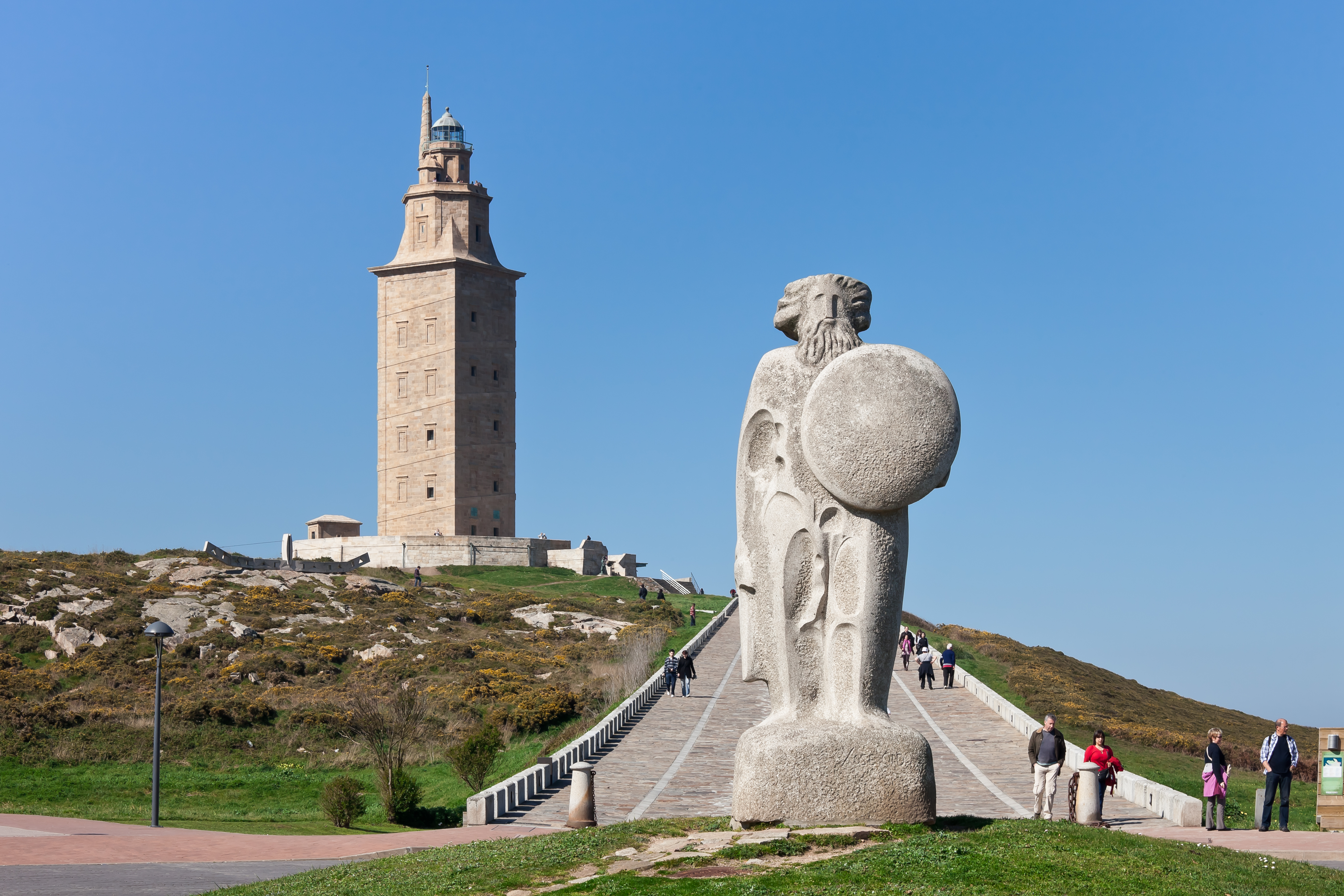
Herkulesturm mit einer Statue des galicischen Königs Breogán

Der Legende nach soll der Turm aus einem Felsen entstanden sein, auf dem Herkules mit dem Riesen Geryon drei Tage und drei Nächte gekämpft hat. Herkules gewann den Kampf, und aus Dankbarkeit sei dann aus dem Felsen der Leuchtturm gebaut worden.